# Harold Devine
Harold Devine (n. 18 mai 1909, New Haven, Connecticut, SUA – d. 29 aprilie 1998, Massachusetts, SUA) a fost un boxer ce a reprezentat Statele Unite ale Americii, medaliat olimpic. A participat la o ediție a Jocurilor Olimpice (1928) în care a câștigat o medalie de bronz.

## Participări
Lista de mai jos prezintă principalele competiții la care a participat Harold Devine de-a lungul carierei.
- boxing at the 1928 Summer Olympics – featherweight[*]